# Zoe Sugg
Zoe Sugg divat- és beauty-bloggerként kezdte karrierjét, majd a YouTube-on is szerencsét próbált 2009 decemberében. Azóta több mint 8 millió követője van a videómegosztón, idén kozmetikumokat dobott piacra a Zoella Beauty márkanév alatt és novemberben írónőként is debütált Girl Online című regényével.

## Élete és pályafutása
Zoe Elizabeth Sugg 1990. március 28-án született Lackokban. Angol divat-és szépség vlogger, író és internetes személyiség. Középiskolai tanulmányait a The Corsham School-ban végezte el, majd művészeti főiskolára jelentkezett. Korábban egy lakberendezési cégnél dolgozott, mint gyakornok. 2009. februárjában hozta létre blogját Zoella névvel, majd később egy YouTube csatornával bővítette ezt. Ez év végére már több ezer követője lett, mára pedig már elérte a 452 milliós nézettséget. Debütáló regénye, a Girl Online 2014. november 25-én jelent meg. Megdöntötte a rekordot a legmagasabb első heti eladások számával az első alkalommal regényt írók körében. 2014-ben az övé volt a negyedik legnépszerűbb YouTube csatorna az Egyesült Királyságban.

### YouTube
Fő csatornáját 2009-ben hozta létre zoella280390 néven. Többnyire divat- és szépségvideói voltak. Később létrehozta második csatornáját, a MoreZoella-t. Itt nagyrészt vlogos videói vannak, ahol a nézők megnézhetik, hogy telik egy napja. Zoella más YouTuberrel is készít videót, mint például Louise Pentland, Tanya Burr, Alfie Deyes, Tyler Oakley, Troye Sivan, Grace Helbig, Joe Sugg, Caspar Lee, Oli White.

## Magánélete
Van egy öccse, Joe Sugg, aki szintén vlogger, és internetes személyiség. YouTube-on csak ThatcherJoe-ként ismert. Zoe 2012. október eleje óta él kapcsolatban Alfie Deyes vloggerrel. 2013 óta él Brightonban, Kelet -Sussexben, Deyes társaságában. 2021. március 6 -án a pár bejelentette, hogy 2021 szeptemberében várják első gyermeküket. Lányuk, Ottilie Rue, 2021. augusztus 29 -én született. 

## Díjai és elismerései
- 2011 - Cosmopolitan Blog Award - Legjobb beauty blog
- 2012 - Cosmopolitan Blog Award - Legjobb beauty vlogger
- 2013 - Radio 1 Teen Awards - Legjobb brit vlogger
- 2014 - Radio 1 Teen Awards - Legjobb brit vlogger
- 2014 - Nickelodeon Kids 'Choice Award UK - Kedvenc vlogger
- 2014 - Teen Choice Award - Kedvenc internetes személyiség divat és szépség kategóriában
- 2015 - Grazia magazin - Az évtized leginspirálóbb női technológia kategóriában